# Campionati italiani invernali di nuoto 2008
Gli 11. Campionati italiani invernali di nuoto si sono svolti a Genova, al Centro Polisportivo della Sciorba tra il 28 e il 29 novembre 2008. In questa edizione viene usata la in vasca corta da 25 metri perché i campionati servivano anche da qualificazione per gli Europei di Rijeka. Hanno partecipato 422 atleti, 210 femmine e 212 maschi. In palio 34 titoli italiani.

## Podi

### Uomini
| Evento       | Oro                       | Tempo        | Argento                          | Tempo    | Bronzo                | Tempo    |
| Stile libero |                           |              |                                  |          |                       |          |
| 50 m         | Mattia Nalesso            | 21.10 - RI   | Alessandro Calvi                 | 21.44    | Federico Bocchia      | 21.61    |
| 100 m        | Filippo Magnini           | 47.15        | Alessandro Calvi                 | 47.24    | Marco Orsi            | 47.67    |
| 200 m        | Matteo Pelliciari         | 1'44.56      | Massimiliano Rosolino            | 1'45.10  | Cesare Sciocchetti    | 1'45.60  |
| 400 m        | Massimiliano Rosolino     | 3'39.85      | Federico Colbertaldo             | 3'40.67  | Emiliano Brembilla    | 3'41.63  |
| 1500 m       | Federico Colbertaldo      | 14'36.58     | Samuel Pizzetti                  | 14'39.37 | Matteo Montanari      | 14'52.98 |
| Dorso        |                           |              |                                  |          |                       |          |
| 50 m         | Mirco Di Tora             | 24.09 - RI   | Niccolò Beni                     | 24.17    | Damiano Lestingi      | 24.50    |
| 100 m        | Damiano Lestingi          | 52.16 - RI   | Mirco Di Tora                    | 52.52    | Enrico Catalano       | 52.72    |
| 200 m        | Damiano Lestingi          | 1'53.50      | Nicola Cassio                    | 1'54.47  | Mattia Aversa         | 1'54.60  |
| Rana         |                           |              |                                  |          |                       |          |
| 50 m         | Luca Residori             | 26.79        | Alessandro Terrin                | 27.26    | Marco Sommaripa       | 27.38    |
| 100 m        | Edoardo Giorgetti         | 58.39 - RI   | Fabio Scozzoli                   | 58.98    | Luca Residori         | 59.52    |
| 200 m        | Edoardo Giorgetti         | 2'05.02 - RE | Alberto Catalano                 | 2'09.17  | Luca Pizzini          | 2'09.27  |
| Farfalla     |                           |              |                                  |          |                       |          |
| 50 m         | Marco Belotti             | 23.53 - RI   | Mattia Nalesso                   | 24.62    | Rudy Goldin           | 23.63    |
| 100 m        | Rudy Goldin               | 51.77 - RI   | Marco Belotti                    | 51.84    | Joseph Davide Natullo | 52.21    |
| 200 m        | Niccolò Beni              | 1'54.20 - RI | Niccolò Florenzano               | 1'55.47  | Michele Cosentino     | 1'55.73  |
| Misti        |                           |              |                                  |          |                       |          |
| 100 m        | Stefano Mauro Pizzamiglio | 54.25        | Edoardo Giorgetti Fabio Scozzoli | 54.38    |                       |          |
| 200 m        | Stefano Mauro Pizzamiglio | 1'58.29      | Fabio Scozzoli                   | 1'58.48  | Luca Angelo Dioli     | 1'58.79  |
| 400 m        | Luca Marin                | 4'08.26      | Luca Angelo Dioli                | 4'11.09  | Claudio Fossi         | 4'13.42  |

### Donne
| Evento       | Oro                      | Tempo        | Argento             | Tempo   | Bronzo              | Tempo   |
| Stile libero |                          |              |                     |         |                     |         |
| 50 m         | Elena Gemo               | 25.15        | Laura Letrari       | 25.18   | Gigliola Tecchio    | 25.22   |
| 100 m        | Erika Ferraioli          | 54.71        | Gigliola Tecchio    | 55.34   | Silvia Florio       | 55.41   |
| 200 m        | Francesca Segat          | 1'56.78      | Federica Pellegrini | 1'57.72 | Alice Carpanese     | 1'58.23 |
| 400 m        | Flavia Zoccari           | 4'07.50      | Roberta Ioppi       | 4'08.01 | Giulia Bolgiani     | 4'10.60 |
| 800 m        | Martina Rita Caramignoli | 8'32.22      | Laura Borghetti     | 8'32.63 | Andreana Cimmarusti | 8'34.22 |
| Dorso        |                          |              |                     |         |                     |         |
| 50 m         | Elena Gemo               | 27.02 - RI   | Laura Letrari       | 27.48   | Erika Ferraioli     | 27.73   |
| 100 m        | Elena Gemo               | 57.59 - RI   | Laura Letrari       | 59.53   | Valentina De Nardi  | 59.67   |
| 200 m        | Elisa Pasini             | 2'08.75      | Desiree Cappa       | 2'09.34 | Roberta Ioppi       | 2'09.62 |
| Rana         |                          |              |                     |         |                     |         |
| 50 m         | Roberta Panara           | 30.69 - RI   | Ombretta Plos       | 31.05   | Monica Marchetti    | 31.46   |
| 100 m        | Ombretta Plos            | 1'06.78 - RI | Roberta Panara      | 1'06.89 | Chiara Boggiatto    | 1'07.25 |
| 200 m        | Chiara Boggiatto         | 2'24.70      | Elisa Celli         | 2'24.79 | Ombretta Plos       | 2'25.01 |
| Farfalla     |                          |              |                     |         |                     |         |
| 50 m         | Elena Gemo               | 26.30 - RI   | Ilaria Bianchi      | 26.61   | Silvia Di Pietro    | 27.04   |
| 100 m        | Francesca Segat          | 57.81 - RI   | Chiara Mazzoni      | 59.59   | Silvia Di Pietro    | 59.94   |
| 200 m        | Francesca Segat          | 2'04.92 - RI | Paola Cavallino     | 2'08.28 | Emanuela Albenzi    | 2'10.14 |
| Misti        |                          |              |                     |         |                     |         |
| 100 m        | Francesca Segat          | 59.56 - RI   | Laura Letrari       | 59.92   | Giorgia Gramillano  | 1'01.59 |
| 200 m        | Francesca Segat          | 2'08.71      | Veronica Massari    | 2'11.78 | Erica Buratto       | 2'12.39 |
| 400 m        | Elisa Pasini             | 4'38.15      | Veronica Massari    | 4'38.45 | Martina Grimaldi    | 4'42.62 |